# Кирилл Вельский
Кири́лл Ве́льский (также Ва́жеский или Ва́жский) — православный святой, нетленные мощи которого были обнаружены близ Вельского погоста (ныне город Вельск Архангельской области).
По преданию, Кирилл был наместничьим тиуном и погиб, утопившись в реке Ваге. После обретения его мощей при гробнице было зафиксировано множество чудес.
Память совершается 9 (22) июня, а также во 2-ю неделю по Пятидесятнице в составе Собора всех святых, в земле Российской просиявших.

## Житие

### Сведения о жизни
Сведения о земной жизни Кирилла Вельского довольно скудны и основываются на предании, записанном со слов слепой старицы-инокини Акилины по прозвищу Накапа, которое она, в свою очередь, ещё в молодости слышала от старых людей. Согласно её свидетельству, Кирилл служил наместничьим тиуном новгородских посадников во времена, когда Новгород ещё не был покорён Москвой. На этом основании Е. Е. Голубинский указывал, что Кирилл мог жить не позднее 1478 года; Е. А. Рыжова датирует смерть святого концом XIV — началом XV века.
Единственный рассказанный Акилиной эпизод из биографии Кирилла повествует об обстоятельствах гибели святого: по неизвестной причине наместник разгневался («роскручинился») на своего тиуна, и тот побежал топиться в реке Ваге. Однако этого ему не удалось, поскольку вода чудесным образом от него расступилась на 3 сажени во все стороны. Наместник, увидев чудо, стал просить у Кирилла прощения, на что тот ответил: «Бог простит и помилует», перекрестился, упал ниц в воду и на этот раз утонул. Впечатлённый увиденным, наместник вместе со своими слугами нашёл тело Кирилла и с почестями похоронил его вблизи церкви на обычном кладбище, неподалёку от места слияния Ваги с Велью.
В более поздней, Синодальной редакции «Сказания о Кирилле Вельском» сообщается также, что святой был молод («образом млад»). По мнению Е. А. Рыжовой, эта информация может быть позднейшей вставкой, призванной обосновать уже сложившуюся иконописную традицию изображения Кирилла Вельского как отрока. Она же обращает внимание на маловероятность того, что тиун новгородского наместника, выполнявший роль приказчика и управителя на Вельском погосте, мог быть молодым человеком.

### Обретение мощей и чудеса
Около середины — второй половины XVI века тело Кирилла вымыло из земли, и он явился в ночном виде́нии местной жительнице Евлампии Толщеболовой, попросив перезахоронить его мощи и построить над ними часовню. Изумлённая женщина рассказала о явлении священникам и народу, которые, отправившись к реке, действительно обнаружили на берегу старый, потемневший от времени гроб и перенесли его к церкви. Когда гроб открыли, то собравшиеся, к своему удивлению, обнаружили, что находящееся в нём тело нетленно, а одежда крепка как новая. Священники стали спрашивать, не знает ли кто-нибудь, кем был покойный, никто из жителей не смог ничего ответить. Только старица Акилина-Накапа смогла вспомнить слышанную ею в детстве историю о гибели наместничего тиуна, поведав которую, она попросила подвести её ко гробу. Приложившись к нему, слепая старица прозрела, а впечатлённые свидетели исцеления поместили мощи в небольшую часовню.
Всего в «Сказании о Кирилле Вельском», записанном в конце XVI — начале XVII века, зафиксированы 19 чудес, большинство из которых заключались в исцелениях от различных недугов.

### Почитание
Традиция почитания Кирилла Вельского в качестве святого сложилась среди вельчан и жителей близлежащих населённых пунктов не позднее 1571 года. 1 сентября 1587 года мощи святого были перенесены из часовни в Никольскую церковь, гроб был поставлен справа от алтаря. В Смутное время эта церковь была сожжена во время польских набегов, и во время пожара мощи сильно пострадали.
Впоследствии была построена деревянная Ризоположенская церковь с приделом в честь Кирилла Белозерского, куда были перемещены мощи Кирилла Вельского. Посвящение престола тезоименитому святому Кириллу Белозерскому было формой почитания официально не прославленного в то время местного святого Кирилла Вельского. В день памяти Кирилла Белозерского (9 [22] июня) местные жители, приходившие в храм на престольный праздник, ставили свечи у гробницы и образа Кирилла Вельского. Кроме того, по установившейся традиции святого поминали на всенощном бдении и во время утрени на молитве «Спаси, Боже, люди твоя».
Незадолго до 1783 года протопоп вельской Ризоположенской церкви, в которой находилась гробница с мощами Кирилла Вельского, обратился к епископу Вениамину с прошением о ремонте полов и установке нового иконостаса, а также о переносе мощей в каменную церковь Святой Троицы на время проведения этих работ. Епископ, в свою очередь, запросил у Синода решение о поновлении или уничтожении церкви, а также о переносе гробницы Кирилла Вельского. Перед отправкой послания в Синод Вениамин истребовал из Вельска описание жития святого, сведения о его почитании, а также распорядился провести тайное освидетельствование гробницы святого, в ходе которого выяснилось, что к этому моменту мощи представляли собой обгорелые человеческие кости в холщовом мешочке.
На основании фактов, указанных в обращении Вениамина, Синод постановил прекратить почитание мощей и предписал епископу тайно опустить гробницу под землю в том месте, где она находилась, а во время молитв перестать упоминать Кирилла Вельского. В 1784 году гроб с мощами был закопан под полом. Ризоположенская церковь была разобрана в 1810 году, ныне мощи считаются утраченными.
Несмотря на запрет Синода почитание Кирилла Вельского не прекращалось. Даже спустя более 70 лет после официального запрета на почитание иконы святого находились во многих домах, присутственных местах и даже в иконостасе и трапезной вельского Троицкого собора. В 1907—1909 годах была построена неуставная (без разрешения церкви, на средства прихожан) часовня в честь Кирилла Вельского (разрушена в середине 1920-х). В начале XX века на Соборной площади Вельска 9 (22) июня ежегодно проходила ярмарка «Кирилловский торжок», а Кириллов день праздновался в городе до конца 1930-х годов. В середине 1970-х Кирилл Вельский был официально канонизирован в составе Собора всех святых, в земле Российской просиявших в лике блаженных. В настоящее время святой Кирилл считается небесным покровителем Вельска; в день города, традиционно совпадающий с днём памяти Кирилла Вельского, проводится фестиваль «Кириллов день», во время которого организуются ярмарки, народные гуляния и другие мероприятия.

## Иконография
Первые иконы Кирилла Вельского появились не ранее 1682 и не позднее 1783 года. Святой традиционно изображался молодым и безбородым, в сорочке, опоясанной поясом. На иконографическую традицию Кирилла Вельского могла повлиять широко распространённая на Русском Севере практика почитания праведных отроков (Артемий Веркольский, Иаков Боровичский, Иоанн Устюжский, Прокопий Устьянский), которых изображали в белой рубашке или сорочке.
Наиболее ранняя из сохранившихся икон с образом святого относится к середине XVIII века и представляет собой совместное изображение Кирилла Вельского и великомученика Пантелеимона. На этой иконе святые изображены стоящими в полный рост вполоборота к центру в молении Божией Матери с Младенцем. Кирилл написан как юноша с короткими вьющимися коричневыми волосами в белых портах и подпоясанной рубахе, украшенной по кайме красным орнаментом, а его руки крестообразно сложены на груди.
Существуют и современные иконографические изображения Кирилла Вельского. Например, среди росписей Успенской церкви в Архангельске имеется медальон с оплечным образом святого, изображающий его юношей со свитком в руке, имеющим короткие волосы коричневого цвета и одетого в бордовый с орнаментами плащ, на плече сколотый фибулой.

## Современные оценки
По характеристике Л. А. Дмитриева, житие Кирилла Вельского представляет собой один из примеров прославления и почитания святых, которые не совершали подвигов во славу веры, не являлись иноками, церковными или государственными деятелями, а были простыми людьми из народа, своей несчастной судьбой вызвавшими человеческое сочувствие.